# Ctenomys famosus
Туко-туко Фаматіни (Ctenomys famosus) — вид гризунів родини тукотукових, який зустрічається в Аргентині, на північному заході гірського хребта Сьєрра-Фаматіна провінції Ріоха.